# Leonard Huxley (fisico)
Sir Leonard George Holden Huxley (Londra, 29 maggio 1902 – Londra, 4 settembre 1988) è stato un fisico australiano, nato britannico.
Huxley è nato a Londra, figlio di George Hamborough e Lilian Huxley. Fu un cugino di secondo grado di Thomas Henry Huxley. La sua famiglia migrò dall'Inghilterra in Australia nel 1905, precisamente in Tasmania, dove Huxley ha mostrato grande promesse accademiche e sportive. Ha vinto una borsa di studio al New College di Oxford, mentre nel suo secondo anno presso l'Università della Tasmania ottenne un dottorato sempre da Oxford nel 1928. Morì a Londra all'età di 86 anni.